# Listă de filme sovietice din 1975
- Filme sovietice din: 1974 — 1975 — 1976

Aceasta este o listă de filme produse în Uniunea Sovietică în 1975.
| Titlu                             | Titlu original                     | Regizor                     | Distribuție                                                                  | Gen                     | Note |
| --------------------------------- | ---------------------------------- | --------------------------- | ---------------------------------------------------------------------------- | ----------------------- | --- |
| 1975                              |                                    |                             |                                                                              |                         | |
| Fiice și mame                     | Дочки-матери                       | Serghei Gherasimov          | Liubov Polehina, Innokenti Smoktunovski, Tamara Makarova, Svetlana Smehonova | film dramatic           | Studioul M. Gorki                                                                                          |
| Afonya                            | Афоня                              | Georgi Daneliya             |                                                                              | Comedie                 | |
| The Arrows of Robin Hood          | Стрелы Робин Гуда                  | Sergei Tarasov              |                                                                              | Acțiune                 | |
| Vânătorul din taiga / Dersu Uzala | Дерсу Узала                        | Akira Kurosawa              |                                                                              | Aventuri                | Coproducție sovieto-japoneză, distinsă cu Premiul de Aur la Festivalul Internațional de Film de la Moscova |
| For Whole Remaining Life (TV)     | На всю оставшуюся жизнь...         | Petr Fomenko⁠(ru)[traduceți] |                                                                              | Drama, film de război   | Adaptatare după un roman de Vera Panova, Trenul. Premiul Festivalului de film TV de la Tbilisi - 1976      |
| Hatred                            | Ненависть                          | Samvel Gasparov             |                                                                              | Acțiune                 | |
| Hedgehog in the Fog               | Ёжик в тумане                      | Yuriy Norshteyn             |                                                                              | Animație                | |
| The Irony of Fate                 | Ирония судьбы, или С лёгким паром! | Eldar Ryazanov              |                                                                              | Comedie                 | |
| The Mirror                        | Зеркало                            | Andrei Tarkovsky            |                                                                              | Drama                   | |
| Șatra / O șatră urcă la cer       | Табор уходит в небо                | Emil Loteanu                |                                                                              | romantic, de dragoste   | |
| They Fought for Their Country     | Они сражались за Родину            | Sergei Bondarchuk           |                                                                              | Drama, film de război   | A intrat în competiție la Festivalul de Film de la Cannes din 1975                                         |
| Hello, I'm Your Aunt!             | Здравствуйте, я ваша тётя!         | Viktor Titov                |                                                                              | film muzical de comedie | |
| The Red Apple                     | Красное яблоко                     | Tolomush Okeyev             |                                                                              | Drama                   | A intrat în competiție la al 9-lea Festival Internațional de Film de la Moscova                            |

## Legături externe
- Filme sovietice din 1975 la Internet Movie Database